# Margaret
För andra betydelser, se Margaret (olika betydelser).

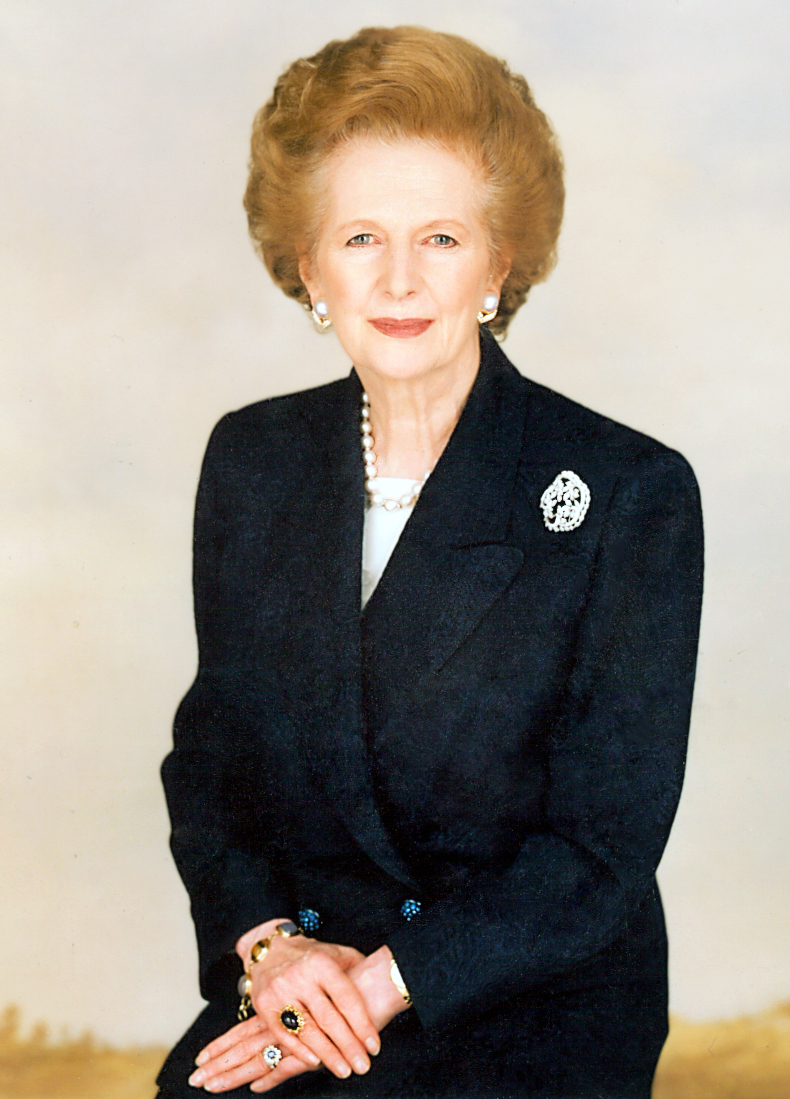
Margaret Thatcher, 2005.

Margaret är en form av det kvinnliga förnamnet Margareta.  
Etymologiskt sett härstammar ordet från  proto-iranskans *mŕ̥ga-ahri-ita- (“ostron, pärla”) möjligen via medelpersiskans marvarid.

## Personer med förnamnet
- Margaret Atwood (född 1939), kanadensisk författare
- Margaret Geller (född 1947), amerikansk astronom
- Margaret Mahler (1897–1985), österrikisk-amerikansk psykolog
- Margaret Mead (1901–1978), amerikansk socialantropolog
- Margaret Mitchell (1900–1949), amerikansk författare
- Margaret Thatcher (1925–2013), brittisk premiärminister
- Prinsessan Margaret av Storbritannien (1930–2002)
- Margaret (sångare) (född 1991), sångerska, Małgorzata Jamroży, från Polen